# 東雲フォント
東雲フォント（しののめフォント）とはいくつかのフォントを元に作られたデザインルールの統一された日本語ビットマップフォントファミリである。bdf形式で配布されている。JISX0201.1976・JISX0208.1983・ISO8859-1に対応している。12px・14px・16px・18pxと複数のサイズが含まれており、自動生成された斜体・太字・太字斜体のフォントも含まれている。サイズによって使える字体が異なる。
| サイズ | 字体                                         | 旧名               | ベースフォント  |
| ------ | -------------------------------------------- | ------------------ | --------------- |
| 12px   | ゴシック体・明朝体・丸文字・可変長ゴシック体 | kaname-alter       | 要町-改         |
| 14px   | ゴシック体・明朝体                           | k14goth (ゴシック) | k14             |
| 16px   | ゴシック体・明朝体                           |                    | jiskan16 (記号) |
| 18px   |                                              |                    |                 |
| サイズ | 字体                                         | 旧名               | ベースフォント  |

## 派生・含有フォント
- モナーフォント - 東雲フォントをAA用の幅にしたもの
- さざなみフォント - 東雲フォントをビットマップフォントとして含んでいる[1]
- 東風フォント - 東雲フォントをビットマップフォントとして含んでいた[2]
- FSフォント - 東雲フォントをビットマップフォントとして含んでいる[3]